# Hälsinglands södra valkrets
Hälsinglands södra valkrets var vid valen 1911-1920 till andra kammaren en egen valkrets med tre mandat. Valkretsen avskaffades vid valet 1921, då hela länet sammanfördes i Gävleborgs läns valkrets.
Valkretsen ska inte förväxlas med Södra Hälsinglands domsagas valkrets, som var en enmansvalkrets i valen 1866-1881.

## Riksdagsmän

### 1912-1914 (vårsessionen)
- Jonas Jonsson, lib s
- Ernst Lindley, s
- August Sävström, s

### 1914 (höstsessionen)
- Jonas Jonsson, lib s
- Ernst Lindley, s
- August Sävström, s

### 1915-1917
- Jonas Jonsson, lib s
- Ernst Lindley, s
- August Sävström, s

### 1918-1920
- Jonas Nikolaus Svedberg, bf
- Ernst Lindley, s
- August Sävström, s

### 1921
- Jonas Nikolaus Svedberg, bf
- Olof Johansson, lib s
- August Sävström, s